# Stilpon
Stilpon is een geslacht van insecten uit de familie van de Hybotidae, die tot de orde tweevleugeligen (Diptera) behoort.

## Soorten
Deze lijst van 16 stuks is mogelijk niet compleet.
- S. appendiculatus Frey, 1936
- S. curvipes Melander, 1928
- S. delamarei (Seguy, 1950)
- S. graminum (Fallen, 1815)
- S. intermedius Raffone, 1994
- S. lunatus (Walker, 1851)
- S. machadoi Smith, 1965
- S. nubilus Collin, 1926
- S. paludosus (Perris, 1852)
- S. pauciseta Melander, 1928
- S. pectiniger Melander, 1902
- S. pleuritica Melander, 1928
- S. spinipes Melander, 1928
- S. sublunatus Collin, 1961
- S. subnubilus Chvala, 1988
- S. varipes Loew, 1862